# Murga d'orella
La murga d'orella vera (Discina ancilis), també anomenada múrgola d'orella, és una espècie de fong ascomicot de l'ordre dels pezizals (Pezizales). És un bolet del grup de les murgues d'orella.

## Taxonomia
L'espècie va ser descrita originalment com Peziza ancilis per Christiaan Hendrik Persoon (Mycol. eur. (Erlanga) 1: 219. 1822), Pier Andrea Saccardo la va combinar a l'actual Discina ancilis (Syll. fung. (Abellini) 8: 103. 1889).

## Descripció

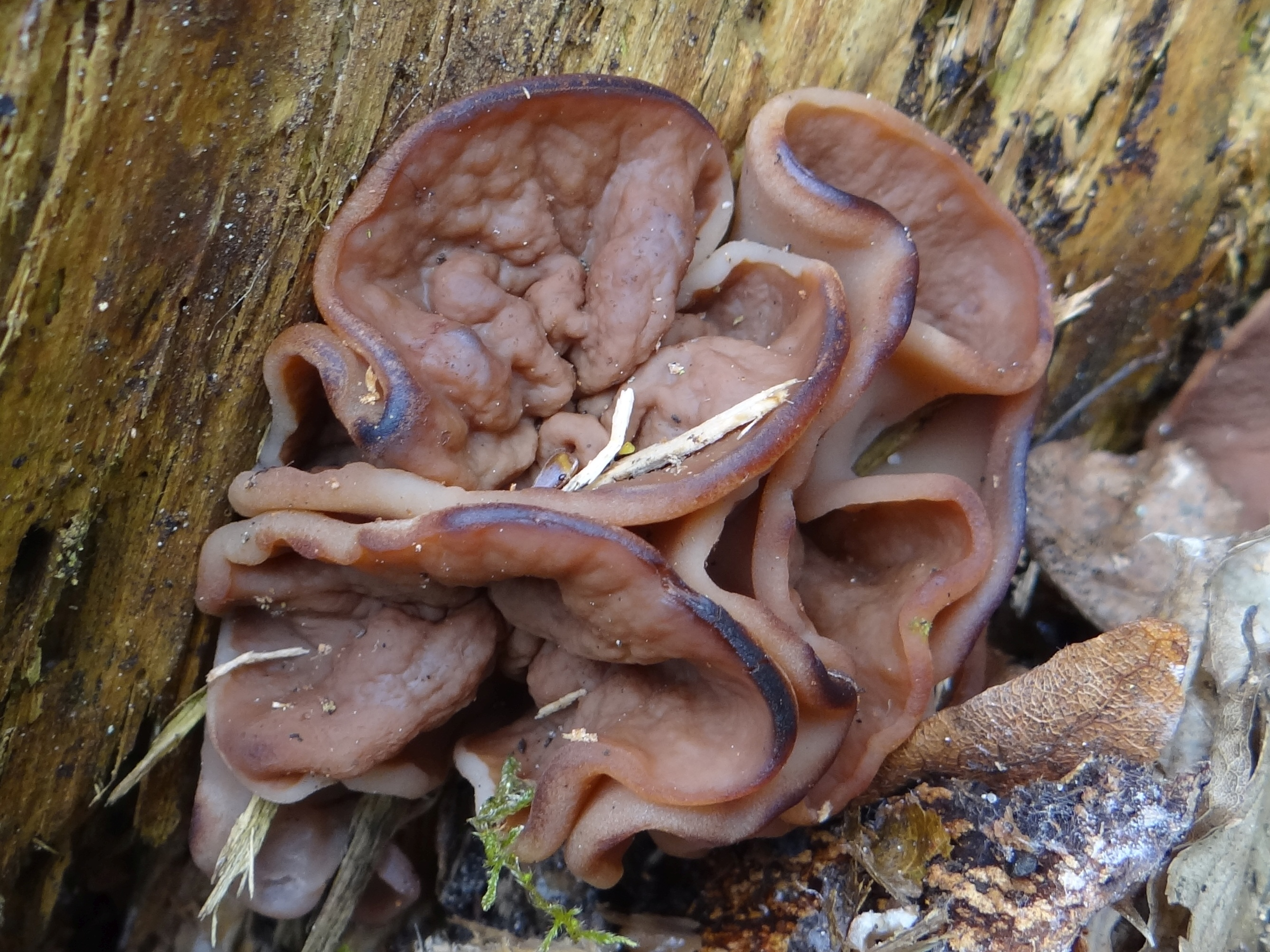
Murga d'orella (Discina ancilis)

## Distribució i hàbitat
Comú; espècie cosmopolita; des d'inicis de primavera fins inicis d'estiu; des de l'estatge subalpí a la terra baixa, més aviat muntanyenca; en boscos de coníferes; vora soques podrides de pins.

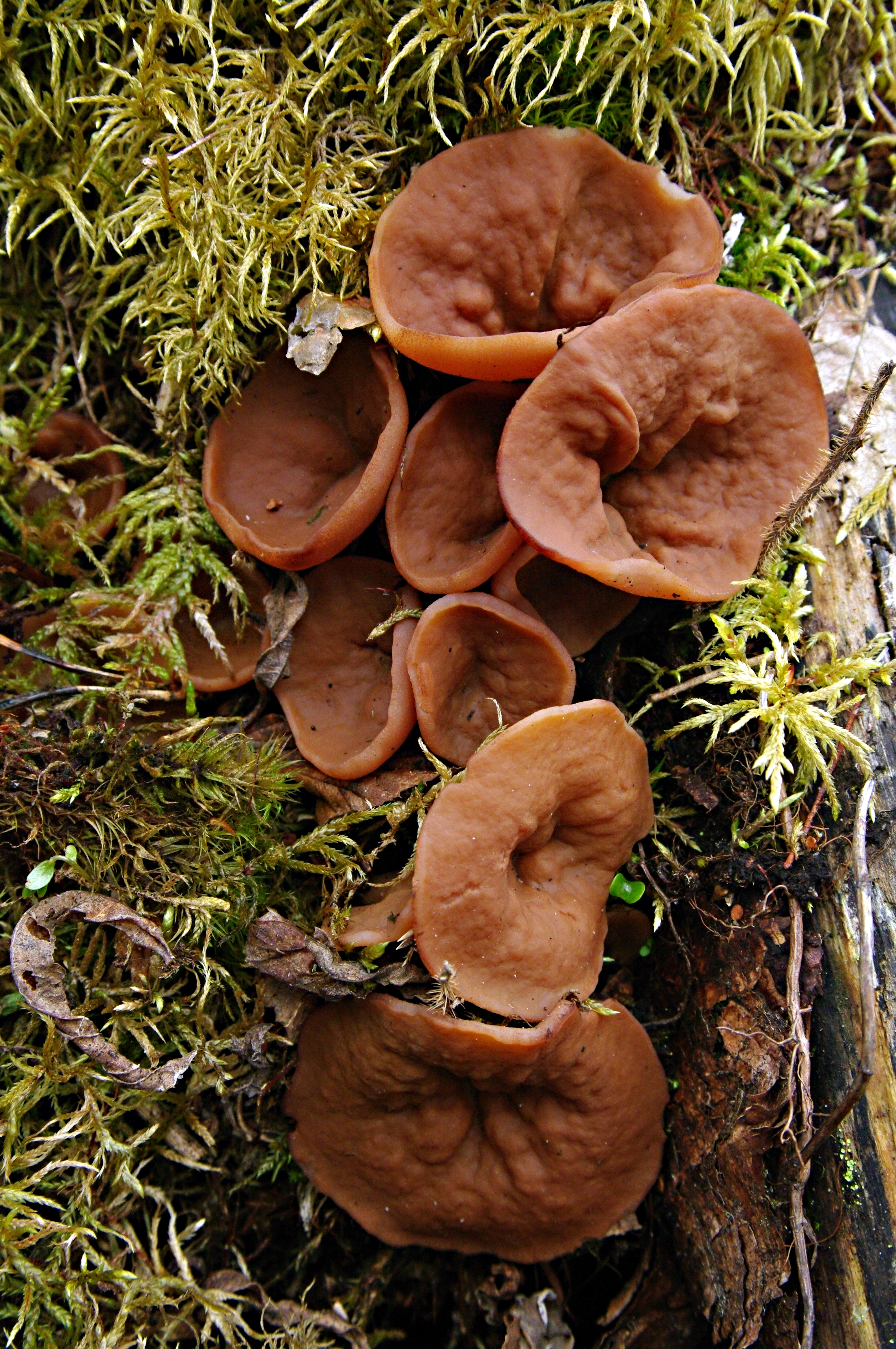
Murga d'orella (Discina ancilis)

## Comentaris
Es pot confondre amb l'orella de porc (Disciotis venosa), que desprèn una olor clara de lleixiu.

## Comestibilitat
Comestible; cal bullir-lo prèviament.